# امیرحسین موسی‌زاده
امیرحسین موسی‌زاده (زادهٔ ۲۴ اوت ۱۹۹۲) بازیکن فوتبال اهل ایران است که در پست هافبک بازی می‌کند.

## دوران باشگاهی

### شاهین بوشهر
وی اولین بازی خود در لیگ برتر خلیج فارس را در هفته اول لیگ برتر فوتبال ایران ۹۹–۱۳۹۸، مقابل باشگاه فوتبال سپاهان اصفهان انجام داد.
وی همچنین اولین گل خود در لیگ برتر خلیج فارس را در هفته نوزدهم لیگ برتر فوتبال ایران ۹۹–۱۳۹۸، مقابل باشگاه فوتبال نساجی مازندران به ثمر رساند.

## افتخارات
شاهین بوشهر
- لیگ آزادگان (دسته یک): ۹۸–۱۳۹۷ (نایب قهرمان و صعود به لیگ برتر خلیج فارس.)